# تجمع حثوت (رماة)

تعديل مصدري - تعديل

تجمع حثوت هي إحدى قرى عزلة رماة بمديرية رماة التابعة لمحافظة حضرموت، بلغ تعداد سكانها 61 نسمة حسب تعداد اليمن لعام 2004.